# Nemzeti Demokrata Párt (1996)
A Nemzeti Demokrata Párt egy magyarországi politikai párt volt, melyet 1996 márciusában alapítottak és április végén került bejegyzésre. A pártot a Bíró Zoltán és Pozsgay Imre vezette, jogutód nélkül feloszlott Nemzeti Demokrata Szövetség tagjainak egy része alapította. Az elnöki tisztséget Vincze János töltötte be.
Mivel a párt két egymást követő választáson sem tudott jelöltet állítani, így a bíróság valószínűleg a 2002-es választások után - ügyészi indítvány alapján - megszüntette az NDP működését.